# Pandalus
Pandalus er en slægt af ægte rejer i familien Pandalidae. Medlemmer af slægten er mellemstore og lever på og nær havbunden. Nogle af arterne er genstand for kommerciel fiskeri. En art, Pandalus montagui, lever i selskab med den revbyggende polychaete orm, Sabellaria spinulosa.
Deres levetid er typisk 3-5 år, med seksuel modenhed på et tidligt stadie. Medlemmer af slægten er sekventielle hermafroditter, som begynder livet som hanner og senere bliver til hunner. Reproduktion foregår om foråret, hvor op til 3.000 æg produceres og befrugtes internt. Hunnerne bærer dem rundt under maven i omkring seks dage inden at de udvikler sig til planktotrophic larvae. Disse bliver i plankton i fire til seks måneder. I denne periode driver de med strømmen og kan sprede sig op til 10 km. Rejerne vokser hurtigt, så populationerne kan hurtigt genopbygges efter evt. forstyrrelser eller ødelæggelser af deres levesteder.

## Arter
De følgende eksisterende arter accepteres af World Register of Marine Species:
- Pandalus borealis Krøyer, 1838
- Pandalus chani Komai, 1999
- Pandalus curvatus Komai, 1999
- Pandalus danae Stimpson, 1857
- Pandalus eous Makarov, 1935
- Pandalus formosanus Komai, 1999
- Pandalus goniurus Stimpson, 1860
- Pandalus gracilis Stimpson, 1860
- Pandalus gurneyi Stimpson, 1871
- Pandalus hypsinotus Brandt, 1851
- Pandalus ivanovi Komai & Eletskaya, 2008
- Pandalus jordani Rathbun, 1902
- Pandalus latirostris Rathbun, 1902b
- Pandalus montagui Leach, 1814 in Leach, 1813–1814
- Pandalus nipponensis Yokoya, 1933
- Pandalus platyceros Brandt, 1851
- Pandalus prensor Stimpson, 1860
- Pandalus stenolepis Rathbun, 1902
- Pandalus teraoi Kubo, 1937
- Pandalus tridens Rathbun, 1902

En yderligere art kendes fra fossilopgørelser.

## Erhvervsfiskeri
Disse arter fiskes kommercielt:
- Pandalus borealis
- Pandulus jordani
- Pandalus goniurus
- Pandalus danae
- Pandalus hypsinotus
- Pandalus montagui
- Pandalus platyceros

## Ekstern henvisning
- Wikimedia Commons har flere filer relateret til Pandalus